# 杨智敬
杨智敬（Allyn Cooke，1896年2月7日—1990年），中国內地会的美国籍传教士，曾经长期在中国云南省西北部怒江大峡谷以及缅甸、泰国的傈僳族中间传教。
1896年2月7日，杨智敬出生在美国旧金山，在俄勒冈州长大。1918年，杨智敬毕业于洛杉磯聖經學院，随后加入中国內地会，先被派到大理城传教，1920年成为牧师，并且前往云南省西北部怒江大峡谷，跟随已经在那里的富能仁牧师，向傈僳族传教。1922年，富能仁回国休假，杨智敬接替他的工作。